# Coppa Italia di Serie A2 (pallavolo maschile)
La Coppa Italia di Serie A2 di pallavolo maschile è un trofeo organizzato dalla Lega Pallavolo Serie A ed è riservato alle squadre iscritte al campionato di Serie A2.
Fra il 2019 e il 2021 il torneo è stato aperto anche alle migliori formazioni di Serie A3 assumendo la denominazione di Coppa Italia di Serie A2/A3; dall'edizione 2021-22 la formula, e conseguentemente la denominazione, è tornata quella canonica.

## Albo d'oro
| Edizione                                                          | Edizione             | Podio             | Podio                                     | Podio              |
| Anno                                                              | Sede della finale    | Campione          | Risultato                                 | Finalista          |
| ----------------------------------------------------------------- | -------------------- | ----------------- | ----------------------------------------- | ------------------ |
| Dal 1997 la competizione è denominata Coppa Italia di Serie A2    |                      |                   |                                           |                    |
| 1997-98 Dettagli                                                  | Ancona               | Falconara         | 3 - 1 (11-15, 15-8, 15-0, 15-7)           | Loreto             |
| 1998-99 Dettagli                                                  | Forlì                | Forlì             | 3 - 0 (15-6, 15-3, 15-1)                  | Parma              |
| 1999-00 Dettagli                                                  | Taranto              | Virtus Fano       | 3 - 0 (26-24, 25-23, 25-18)               | Magna Grecia       |
| 2000-01 Dettagli                                                  | Torino               | Torino            | 3 - 1 (25-21, 25-20, 22-25, 25-17)        | Falconara          |
| 2001-02 Dettagli                                                  | Piacenza             | Piacenza          | 3 - 2 (25-16, 25-21, 15-25, 20-25, 15-11) | Forlì              |
| 2002-03 Dettagli                                                  | Gioia del Colle      | Callipo           | 3 - 2 (21-25, 25-18, 28-26, 24-26, 15-9)  | Lamezia            |
| 2003-04 Dettagli                                                  | Modica               | API Verona        | 3 - 1 (23-25, 25-21, 25-20, 25-18)        | Callipo            |
| 2004-05 Dettagli                                                  | Bassano del Grappa   | Lupi Santa Croce  | 3 - 0 (25-21, 25-17, 25-15)               | Volley Corigliano  |
| 2005-06 Dettagli                                                  | Casarano             | Stilcasa Taviano  | 3 - 2 (25-16, 22-25, 25-23, 20-25, 17-15) | Pineto             |
| 2006-07 Dettagli                                                  | Roseto degli Abruzzi | Sparkling Milano  | 3 - 0 (25-21, 25-15, 25-10)               | Pineto             |
| 2007-08 Dettagli                                                  | Isernia              | BluVolley Verona  | 3 - 1 (25-19, 25-22, 19-25, 25-15)        | Callipo            |
| 2008-09 Dettagli                                                  | Forlì                | Top Volley Latina | 3 - 1 (25-23, 25-18, 24-26, 33-31)        | Gioia del Volley   |
| 2009-10 Dettagli                                                  | Montecatini Terme    | M. Roma           | 3 - 0 (25-15, 25-21, 27-25)               | Zinella Bologna    |
| 2010-11 Dettagli                                                  | Verona               | Lupi Santa Croce  | 3 - 0 (25-19, 25-22, 25-22)               | Robur Angelo Costa |
| 2011-12 Dettagli                                                  | Andria               | New Mater         | 3 - 1 (21-25, 25-18, 25-19, 25-20)        | Segrate            |
| 2012-13 Dettagli                                                  | Assago               | Atripalda         | 3 - 1 (25-23, 28-26, 25-17, 25-23)        | Città di Castello  |
| 2013-14 Dettagli                                                  | Monza                | Padova            | 3 - 2 (26-24, 22-25, 19-25, 25-21, 23-21) | Milano             |
| 2014-15 Dettagli                                                  | Chieti               | Callipo           | 3 - 2 (25-23, 23-25, 20-25, 25-21, 16-14) | Potentino          |
| 2015-16 Dettagli                                                  | Assago               | Callipo           | 3 - 2 (25-21, 20-25, 25-21, 23-25, 15-12) | Argos              |
| 2016-17 Dettagli                                                  | Casalecchio di Reno  | Emma Villas       | 3 - 0 (25-19, 25-15, 25-22)               | Tuscania           |
| 2017-18 Dettagli                                                  | Bari                 | Civita Castellana | 3 - 1 (23-25, 25-20, 25-23, 25-22)        | Olimpia Bergamo    |
| 2018-19 Dettagli                                                  | Casalecchio di Reno  | You Energy        | 3 - 2 (25-20, 22-25, 17-25, 25-22, 15-11) | Olimpia Bergamo    |
| Dal 2019 la competizione è denominata Coppa Italia di Serie A2/A3 |                      |                   |                                           |                    |
| 2019-20 Dettagli                                                  | Casalecchio di Reno  | Olimpia Bergamo   | 3 - 2 (25-21, 22-25, 25-21, 25-27, 15-13) | Atlantide Brescia  |
| 2020-21 Dettagli                                                  | Cisano Bergamasco    | Olimpia Bergamo   | 3 - 0 (25-21, 25-21, 25-10)               | Porto Viro         |
| Dal 2021 la competizione è denominata Coppa Italia di Serie A2    |                      |                   |                                           |                    |
| 2021-22 Dettagli                                                  | Cuneo                | Tricolore         | 3 - 1 (25-22, 16-25, 25-22, 25-23)        | Cuneo              |
| 2022-23 Dettagli                                                  | Vibo Valentia        | Callipo           | 3 - 0 (25-17, 25-22, 25-20)               | New Mater          |
| 2023-24 Dettagli                                                  | Cuneo                | Atlantide Brescia | 3 - 0 (25-23, 25-20, 25-18)               | Porto Robur Costa  |
| 2024-25 Dettagli                                                  | Prata di Pordenone   | Atlantide Brescia | 3 - 2 (25-19, 19-25, 25-19, 23-25, 15-11) | Prata              |